# Sân bay Swakopmund
Sân bay Swakopmund (IATA: SWP, ICAO: FYSM) là một sân bay ở Swakopmund, Namibia.